# Лез-Отель-Сен-Базіль
Лез-Оте́ль-Сен-Базі́ль (фр. Les Autels-Saint-Bazile) — колишній муніципалітет у Франції, у регіоні Нормандія, департамент Кальвадос. Населення — 49 осіб (2011).
Муніципалітет був розташований на відстані близько 170 км на захід від Парижа, 45 км на південний схід від Кана.

## Історія
До 2015 року муніципалітет перебував у складі регіону Нижня Нормандія. Від 1 січня 2016 року належав до нового об'єднаного регіону Нормандія.
1 січня 2016 року Лез-Отель-Сен-Базіль, Окенвіль, Беллу, Серке, Шеффревіль-Тоннанкур, Ла-Крупт, Фамії, Фервак, Ертеван, Ліваро, Ле-Меній-Бакле, Ле-Меній-Дюран, Ле-Меній-Жермен, Мель, Ле-Мутьє-Юбер, Нотр-Дам-де-Курсон, Прео-Сен-Себастьян, Сент-Маргерит-де-Лож, Сен-Мартен-дю-Меній-Урі, Сен-Мішель-де-Ліве, Сент-Уан-ле-У i Тортізамбер було об'єднано в новий муніципалітет Ліваро-Пеї-д'Ож.

## Демографія
Динаміка населення (Insee ):
Розподіл населення за віком та статтю (2006):
| Стать | Всього | До 15 років | 15-24 | 25-44 | 45-64 | 65-85 | Понад 85 |
| --- | ------ | ----------- | ----- | ----- | ----- | ----- | -------- |
| Чоловіки | 24     | 8           | 0     | 4     | 8     | 4     | 0        |
| Жінки | 20     | 4           | 0     | 4     | 8     | 4     | 0        |
| \| Статево-вікова піраміда \| Статево-вікова піраміда \| Статево-вікова піраміда \| \| ----------------------- \| ----------------------- \| ----------------------- \| \| Чоловіки \| Вік \| Жінки \| \| 0 \| 85 + \| 0 \| \| 0 \| 80-84 \| 0 \| \| 0 \| 75-79 \| 4 \| \| 0 \| 70-74 \| 0 \| \| 4 \| 65-69 \| 0 \| \| 0 \| 60-64 \| 4 \| \| 4 \| 55-59 \| 0 \| \| 4 \| 50-54 \| 4 \| \| 0 \| 45-49 \| 0 \| \| 0 \| 40-44 \| 0 \| \| 0 \| 35-39 \| 0 \| \| 4 \| 30-34 \| 4 \| \| 0 \| 25-29 \| 0 \| \| 0 \| 20-24 \| 0 \| \| 0 \| 15-20 \| 0 \| \| 4 \| 10-14 \| 4 \| \| 0 \| 5-9 \| 0 \| \| 4 \| 0-4 \| 0 \| |        |             |       |       |       |       |          |
| Статево-вікова піраміда |        |             |       |       |       |       |          |
| Чоловіки | Вік    | Жінки       |       |       |       |       |          |
| 0 | 85 +   | 0           |       |       |       |       |          |
| 0 | 80-84  | 0           |       |       |       |       |          |
| 0 | 75-79  | 4           |       |       |       |       |          |
| 0 | 70-74  | 0           |       |       |       |       |          |
| 4 | 65-69  | 0           |       |       |       |       |          |
| 0 | 60-64  | 4           |       |       |       |       |          |
| 4 | 55-59  | 0           |       |       |       |       |          |
| 4 | 50-54  | 4           |       |       |       |       |          |
| 0 | 45-49  | 0           |       |       |       |       |          |
| 0 | 40-44  | 0           |       |       |       |       |          |
| 0 | 35-39  | 0           |       |       |       |       |          |
| 4 | 30-34  | 4           |       |       |       |       |          |
| 0 | 25-29  | 0           |       |       |       |       |          |
| 0 | 20-24  | 0           |       |       |       |       |          |
| 0 | 15-20  | 0           |       |       |       |       |          |
| 4 | 10-14  | 4           |       |       |       |       |          |
| 0 | 5-9    | 0           |       |       |       |       |          |
| 4 | 0-4    | 0           |       |       |       |       |          |

## Економіка
2010 року серед 34 осіб працездатного віку (15—64 років) 31 була активною, 3 — неактивними (показник активності 91,2%, у 1999 році було 75,7%). З 31 активної мешканців працювало 28 осіб (17 чоловіків та 11 жінок), безробітними було 3 (2 чоловіки та 1 жінка). Серед 3 неактивних 1 особа була учнем чи студентом, 1 — пенсіонерами, 1 була неактивною з інших причин.